# جورج دبلیو. آکرمن

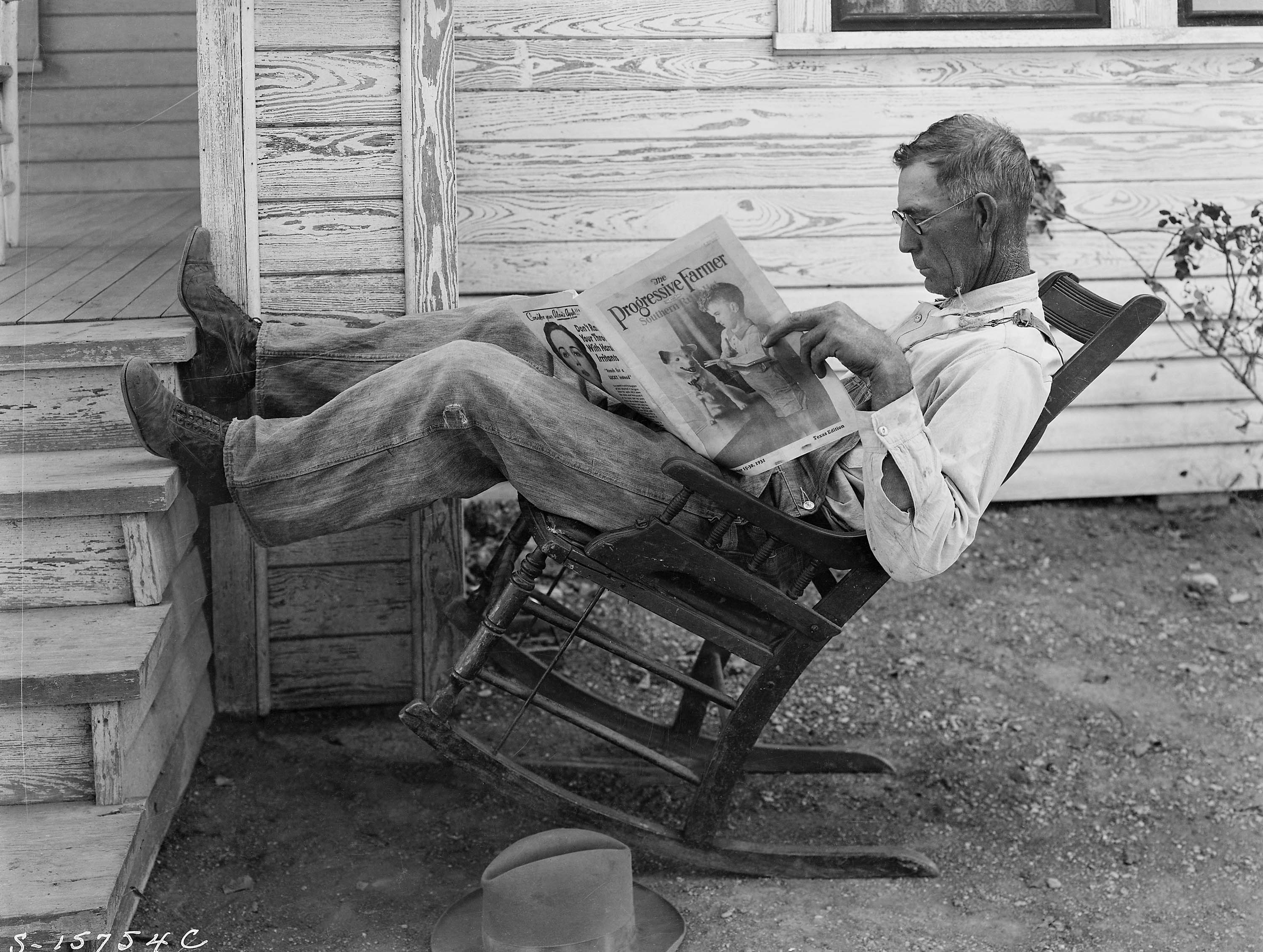
کشاورز در حال خواندن مقاله خود، عکس گرفته شده توسط جورج دبلیو آکرمن، شهرستان کوریل، تگزاس، سپتامبر ۱۹۳۱.

جورج دبلیو. آکرمن (انگلیسی: George W. Ackerman; ۱ ژانویهٔ ۱۸۸۴ – ۱ ژانویهٔ ۱۹۶۲) یک عکاس دولتی آمریکایی بود. در طول نزدیک به ۴۰ سال کار با وزارت کشاورزی ایالات متحده آمریکا، تخمین زده می‌شود که بیش از ۵۰۰۰۰ عکس گرفته است.

## زندگی‌نامه
آکرمن در سال ۱۹۱۰ با حقوق ۹۰۰ دلار در سال به عنوان عکاس برای سرویس تحقیقات کشاورزی آمریکا شروع به کار کرد. در سال ۱۹۱۷ او به سرویس توسعه فدرال نقل مکان کرد و در آن موقعیت شغلی، در سراسر کشور سفر کرد و از زندگی روستایی عکاسی کرد.